# Хурма разноцветная
Хурма́ разноцве́тная (лат. Diospyros discolor), или маболо — плодовое дерево семейства Эбеновые (Ebenaceae), вид рода Хурма (Diospyros).

## Название
Возможный перевод одного из синонимов вида (Diospyros blancoi) — Хурма Бланко: было дано в честь Франсиско Мануэля Бланко (1778—1845), испанского монаха и ботаника, автора первого всестороннего труда о природе Филиппин.
Филиппинское название маболо (таг. mabolo — «волосатый») дано фрукту за «лохматый» внешний вид: плод весь покрыт маленькими волосками. Это же послужило источником английского названия «бархатное яблоко» или «Хурма бархатная» (англ. velvet-apple, англ. Velvet persimmon).
Названия на других языках: англ. Mabola, исп. Camagón, фр. Pommier velours, порт. Pécego-de-India.

## Ботаническое описание

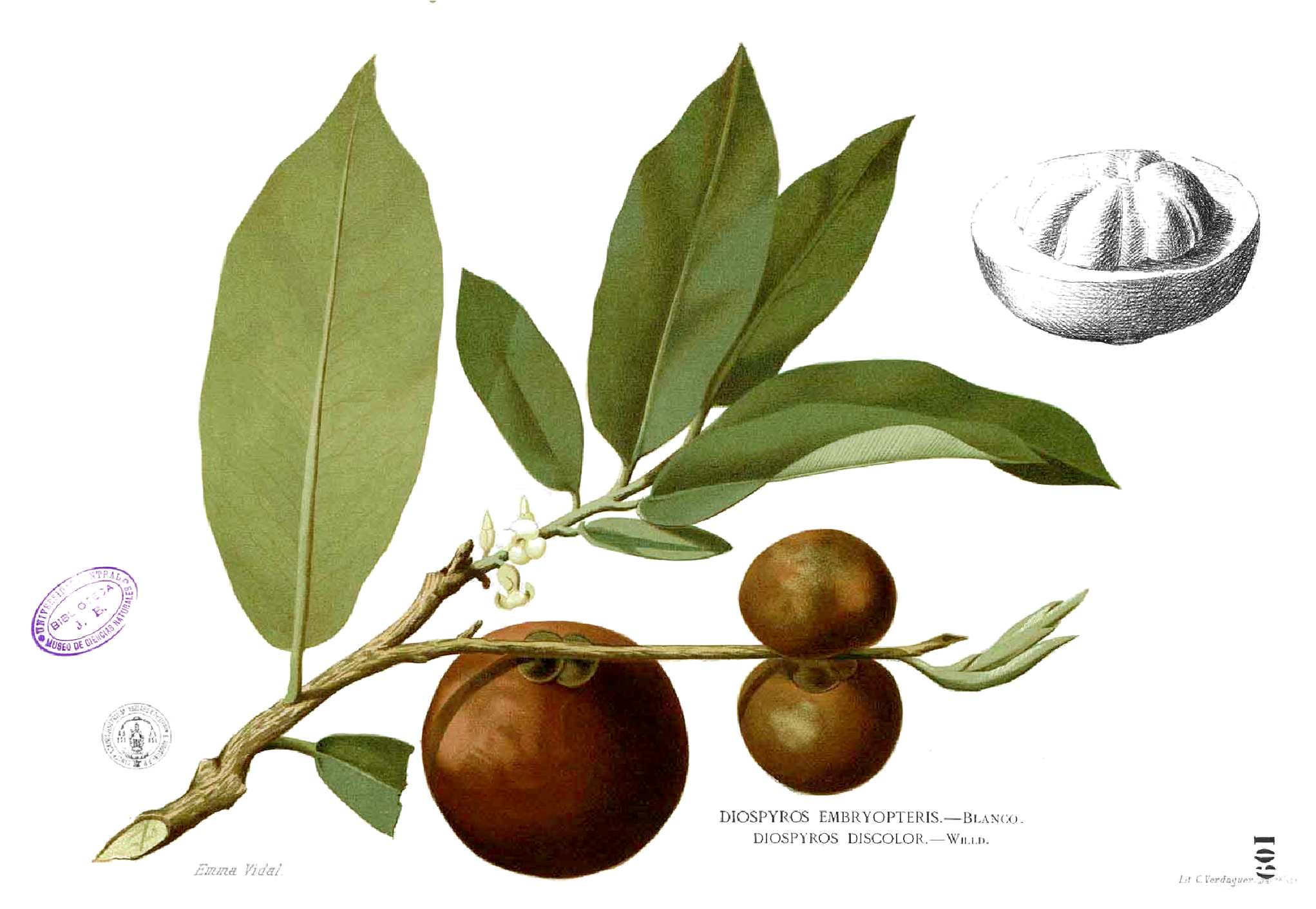

Вечнозелёное медленнорастущее дерево высотой 18—33 метров с чёрной бороздящийся корой и диаметром ствола до 80 см.
Листья продолговатые, тёмно-зелёные, кожистые, гладкие и глянцевые сверху, 15—22,8 см длиной и 5—9 см шириной.
Плод овальный или сплющенный, 5—10 см шириной, с розовой, коричневатой, жёлтой, оранжевой или пурпурно-красной кожицей с бархатистой поверхностью, у основания прикрыт жёсткой чашечкой. На дереве плоды часто растут попарно. Кожица целого плода источает резкий неприятный сырообразный запах. Мякоть беловатая крепкая мучнистая влажная, но не сочная, с мягким сладким яблочно-банановым ароматом. Семена коричневые клиновидные, покрытые беловатыми мембранами, 4 см длиной и 2,5 см шириной, располагаются вокруг центрального ядра в количестве 4-8 штук. Иногда встречаются бессемянные плоды.

## Распространение
Родина маболо — Филиппины. В настоящее время культивируется также в Индонезии, Малайзии и на Антильских островах (Куба, Ямайка, Пуэрто-Рико, Тринидад).
|                                        |  |  |
| Листья. Плод в разрезе. Плоды на ветке |  |  |

## Охрана
Вид находится под угрозой исчезновения и защищён филиппинским законодательством. Незаконным является экспорт маболо из страны без специального разрешения со стороны Бюро лесного хозяйства, Министерства охраны окружающей среды и природных ресурсов.

## Использование

### Древесина

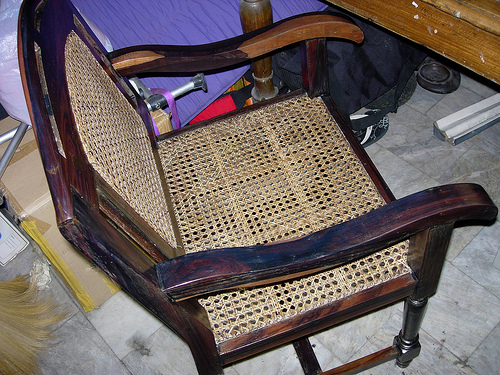
Стул Камагонга

Древесина очень твёрдая и плотная, тёмного цвета. Как и некоторые другие деревья с твёрдой древесиной, маболо называют железным деревом, потому что изделия из него прочные, как из железа.
Крайне редкая разновидность чёрного эбена, известна под названием «лунный эбен». Чёрная древесина с красивой точечной фактурой, используется для изготовления мебели и деревянного оружия (обычно палок для эскримы).

### Плоды
Выращивается как фруктовое дерево. Плоды маболо съедобны, они добавляются в фруктовые салаты, тушатся в сиропе, жарятся в масле.
На поверхности плодов имеются маленькие волоски, которые могут сильно раздражать кожу и слизистую оболочку рта человека. Перед употреблением с плодов нужно удалять кожицу.

## Таксономия
- Diospyros discolor Willd. Species Plantarum. Editio quarta 4(2): 1108—1109. 1806. nom. cons.
- Diospyros blancoi A.DC. Prodromus Systematis Naturalis Regni Vegetabilis … (DC.) 1844.
- Diospyros philippensis (Desr.) Gürke Die Natürlichen Pflanzenfamilien 4(1): 164. 1891. nom. illeg.

### Синонимы
- Cavanillea mabolo (Roxb. ex Lindl.) Hiern, nom. illeg.
- Cavanillea philippensis Desr.
- Cavanillea philippinensis Desr.
- Diospyros durionoides Bakh.
- Diospyros malacapai A.DC.
- Diospyros merrillii Elmer
- Diospyros utilis Hemsl.
- Embryopteris discolor G.Don
- Mabola edulis Raf.